# Кріс Пратт
Крістофер Майкл Пратт (англ. Christopher Michael Pratt; нар. 21 червня 1979, Вірджинія, Міннесота) — американський актор кіно та телебачення. Відомий своїми телевізійними ролями в серіалах «Евервуд» й «Парки та зони відпочинку». Найбільшу славу йому принесла роль Пітера Квілла (Зоряного Лорда) у Кіновсесвіті Marvel.
Станом на лютий 2025 року входить у топ-8 найкасовіших акторів усіх часів та у топ-5 найкасовіших акторів-виконавців головної ролі.

## Біографія

### Ранні роки
Пратт народився у Вірджинії, Міннесота, і виріс у місті Lake Stevens, Вашингтон.
Мати Кетлін Луїза працювала в супермаркеті, а батько Даніель Кліфтон Пратт був шахтарем (а потім майстром з ремонту будинків)..
Він навчався в звичайній школі, а максимальні досягнення в ці роки — п'яте місце в державному турнірі з вільної боротьби.

### 2000—2013 і прорив у кар'єрі

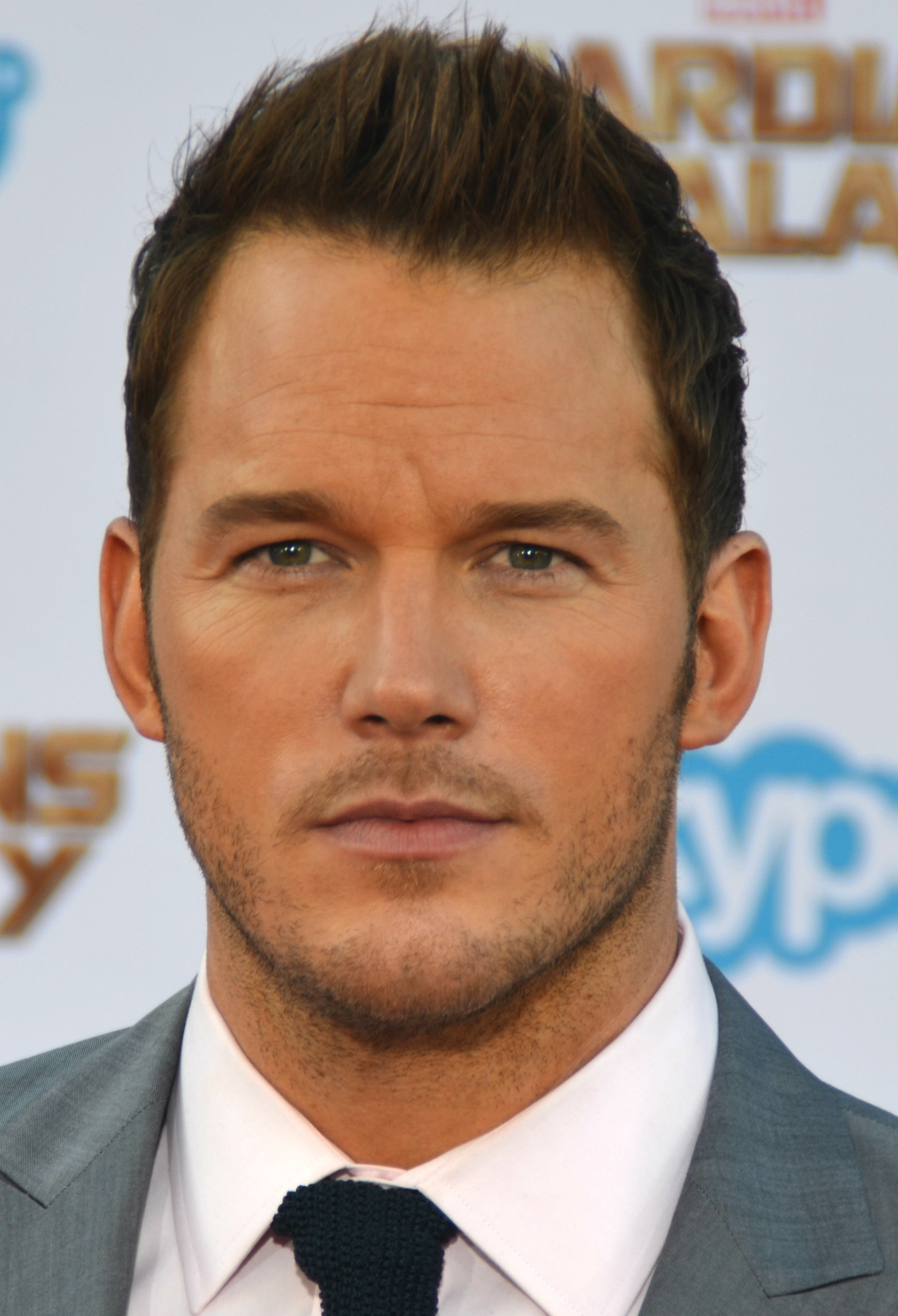
Кріс Пратт на прем'єрі «Вартових галактики», 2014 р.

Пратт вступив у загальноосвітній коледж на акторську майстерність, але покинув його після першого семестру.. Певний час працював продавцем та стриптизером. Пізніше, фактично, був бездомним на Мауї, Гаваї і спав у фургоні та наметі на пляжі.. Він сказав в інтерв'ю: «Це дивовижне місце для бездомних. Ми просто пили і палили траву, працювали мінімум годин. Щоб було достатньо для купівлі бензину, їжі та риболовлі».
На Гаваях він підпрацьовував офіціантом. Він обслуговував голівудську акторку Рей Доун Чонг, яка завітала в ресторан і переконав її взяти його в кіно. Акторка запропонувала 19-річному Пратту невелику роль у короткометражному фільмі жахів, зйомки якого відбувались в Каліфорнії..
Після зйомок Кріс Пратт залишився в Каліфорнії та 2 роки пробував себе в різних кастингах та ролях. Першою повноцінною і регулярною роботою стала роль в телевізійному серіалі Ewerwood. Після цього йому запропонували дрібні ролі в декількох фільмах та серіалах, проте проривом у кар'єрі стала роль в серіалі Парки та зони відпочинку
Роль мала бути маленькою, проте продюсерам і аудиторії Пратт так подобався, що його зробили постійним персонажем (у 2009—2015 роках)..
У лютому 2013 року, Пратт був обраний на головну роль Пітера Квілла у фільмі Marvel Studios «Вартові галактики».
У середині листопада 2013 року, Пратт замінив Джоша Броліна в стрічці «Світ Юрського періоду».

## Особисте життя
Він одружився з актрисою Анною Феріс 9 липня 2009 року на Балі. 25 серпня 2012 у пари народився син. У 2017 році пара розійшлася, офіційно розлучилась у 2018 році.
2018 року розпочав стосунки з письменницею Кетрін Шварценеггер; у червні 2019 пара одружилася. 9 серпня 2020 року народилася перша дитина. 21 травня 2022 народилася донька.

## Фільмографія

### Фільми
| Рік  |    | Українська назва              | Оригінальна назва              | Роль                                     |
| ---- | -- | ----------------------------- | ------------------------------ | ---------------------------------------- |
| 2000 | кф | Прокляття: Частина 3          | Cursed Part 3                  | Девон                                    |
| 2003 | ф  | Екстремальна команда          | The Extreme Team               | Кінан                                    |
| 2005 | ф  | Незнайомці із цукеркою        | Strangers with Candy           | Брейсон                                  |
| 2007 | ф  | Підтвердження слів            | Walk the Talk                  | Кем                                      |
| 2008 | ф  | Незвичайна подорож            | Wieners                        | Боббі                                    |
| 2008 | ф  | Особливо небезпечний          | Wanted                         | Беррі                                    |
| 2009 | ф  | Війна наречених               | Bride Wars                     | Флетчер Флемсон                          |
| 2009 | ф  | Мрії збуваються               | Deep in the Valley             | Лестер Воттс                             |
| 2009 | ф  | Тіло Дженніфер                | Jennifer’s Body                | офіцер Роман Дуда                        |
| 2009 | кф | Мультиперенесення             | The Multi-Hyphenate            | Кріс                                     |
| 2011 | ф  | Відвези мене додому           | Take Me Home Tonight           | Кайл Мастерсон                           |
| 2011 | ф  | Людина, яка змінила все       | Moneyball                      | Скотт Гаттберг                           |
| 2011 | ф  | 10 років потому               | 10 Years                       | Каллі                                    |
| 2011 | ф  | Скільки у тебе?               | What's Your Number?            | Дональд                                  |
| 2012 | ф  | 5 років майже одружені        | The Five-Year Engagement       | Алекс Ейлхауер                           |
| 2012 | ф  | Тридцять хвилин по півночі    | Zero Dark Thirty               | Джастін                                  |
| 2013 | ф  | Фільм 43                      | Movie 43                       | Даг (Сегмент: «The Proposition»)         |
| 2013 | кф | Містер Пейбек                 | Mr. Payback                    | Даррен                                   |
| 2013 | ф  | Вона                          | Her                            | Пол                                      |
| 2013 | ф  | Татусь із доставкою           | Delivery Man                   | Бретт                                    |
| 2014 | мф | Лего. Фільм                   | The Lego Movie                 | Еммет Блоковський (голос)                |
| 2014 | ф  | Вартові галактики             | Guardians of the Galaxy        | Пітер Квілл / Зоряний Лицар              |
| 2015 | ф  | Світ Юрського періоду         | Jurassic World                 | Оуен Греді                               |
| 2015 | ф  | Джем і голограми              | Jem and the Holograms          | себе                                     |
| 2016 | ф  | Чудова сімка                  | The Magnificent Seven          | Джошуа Фарадей                           |
| 2016 | ф  | Пробудження                   | Passengers                     | Джим Престон                             |
| 2017 | ф  | Вартові галактики 2           | Guardians of the Galaxy Vol. 2 | Пітер Квілл / Зоряний Лицар              |
| 2018 | ф  | Месники: Війна нескінченності | Avengers: Infinity War         | Пітер Квілл / Зоряний Лицар              |
| 2018 | ф  | Світ Юрського періоду 2       | Jurassic World 2               | Оуен Греді                               |
| 2019 | мф | Lego Фільм 2                  | The Lego Movie 2               | Еммет Блоковський, Рекс Рятівник (голос) |
| 2019 | ф  | Біллі Кід                     | The Kid                        | Грант Катлер                             |
| 2019 | ф  | Месники: Завершення           | Avengers: Endgame              | Пітер Квілл / Зоряний Лицар              |
| 2020 | мф | Уперед                        | Onward                         | Барле Лайтфут (голос)                    |
| 2021 | ф  | Війна завтрашнього дня        | The Tomorrow War               | Ден Форестер                             |
| 2022 | ф  | Світ Юрського періоду 3       | Jurassic World: Dominion       | Оуен Греді                               |
| 2022 | ф  | Тор: Кохання та грім          | Thor: Love and Thunder         | Пітер Квілл / Зоряний Лицар              |
| 2023 | мф | Брати Супер Маріо в кіно      | Super Mario Bros: The Movie    | Маріо (голос)                            |
| 2023 | ф  | Вартові галактики 3           | Guardians of the Galaxy Vol. 3 | Пітер Квілл / Зоряний Лицар              |
| 2024 | мф | Ґарфілд у кіно                | The Garfield Movie             | Гарфілд (голос)                          |
| 2025 | ф  | Електричний штат              | The Electric State             | Кітс                                     |
| 2026 | ф  | Милосердя                     | Mercy                          |                                          |
| 2026 | мф | Брати Супер Маріо в кіно 2    | Super Mario Bros 2             | Маріо (голос)                            |
| 2026 | ф  | Месники: Судний день          | Avengers: Doomsday             | Пітер Квілл / Зоряний Лицар              |

### Телебачення
| Рік       |    | Українська назва                        | Оригінальна назва                           | Роль                                                                   |
| --------- | -- | --------------------------------------- | ------------------------------------------- | ---------------------------------------------------------------------- |
| 2001      | с  | Мисливиця                               | The Huntress                                | Нік Овенс (Епізод: «Who Are You?»)                                     |
| 2002—2006 | с  | Евервуд                                 | Everwood                                    | Брайт Еббот (89 епізодів)                                              |
| 2005      | тф | Шлях знищення                           | Path of Destruction                         | Нейтан Маккейн                                                         |
| 2006—2007 | с  | Чужа сім'я                              | The O.C.                                    | Че (9 епізодів)                                                        |
| 2008      | мс | Бетмен                                  | The Batman                                  | Джейк (епізод «Attack of the Terrible Trio»)                           |
| 2009—2015 | с  | Парки та зони відпочинку                | Parks and Recreation                        | Енді Дваєр (116 епізодів)                                              |
| 2010—2011 | мс | Бен 10: Інопланетна надсила             | Ben 10: Ultimate Alien                      | Купер (епізоди «Absolute Power: Part 2» та «Prisoner #775 Is Missing») |
| 2012      | тф |                                         | Kinect Star Wars: Duel                      | Обі-Ван Кенобі                                                         |
| 2012      | с  | Топ шеф                                 | Top Chef                                    | гість (Епізод: «Even the Famous Come Home»)                            |
| 2013      | мс | Долина Тіммс                            | Timms Valley                                | Донован Тіммс (спецвипуск)                                             |
| 2014      | с  | Суботнього вечора в прямому ефірі       | Saturday Night Live                         | гість (Епізод: «Chris Pratt / Ariana Grande»)                          |
| 2017      | с  | Матуся                                  | Mom                                         | Нік (Епізод: «Good Karma and the Big Weird»)                           |
| 2022—...  | с  | Список смертників                       | The Terminal List                           | Джеймс Ріс (8 епізодів)                                                |
| 2022      | тф | Вартові галактики: Святковий спецвипуск | The Guardians of the Galaxy Holiday Special | Зоряний Лицар                                                          |
| 2023      | с  | Marvel Studios: Загальний збір          | Marvel Studios: Assembled                   | в ролі себе (Епізод: «The Making of Guardians of the Galaxy Vol. 3»)   |

### Відеоігри
| Рік  |    | Українська назва                          | Оригінальна назва                         | Роль                         |
| ---- | -- | ----------------------------------------- | ----------------------------------------- | ---------------------------- |
| 2010 | вг | Ben 10 Ultimate Alien: Cosmic Destruction | Ben 10 Ultimate Alien: Cosmic Destruction | Купер Даніельс               |
| 2014 | вг | The Lego Movie Videogame                  | The Lego Movie Videogame                  | Еммет Бріковоскі             |
| 2015 | вг | Lego Dimensions                           | Lego Dimensions                           | Еммет Бріковоскі, Оуен Греді |
| 2015 | вг | Lego Jurassic World                       | Lego Jurassic World                       | Оуен Греді                   |

### Продюсер
| Рік  |     | Українська назва       | Оригінальна назва | Роль                |
| ---- | --- | ---------------------- | ----------------- | ------------------- |
| 2012 | док |                        | On the Mat        | виконавчий продюсер |
| 2021 | док |                        | Alaskan Nets      | продюсер            |
| 2021 | ф   | Війна завтрашнього дня | The Tomorrow War  | виконавчий продюсер |
| 2022 | с   | Список смертників      | The Terminal List | виконавчий продюсер |